# Церква святого Миколая (Новосілка)
Церква святого Миколая в Новосілці — парафія і храм греко-католицької громади Підгаєцького деканату Бучацької єпархії Української греко-католицької церкви в селі Новосілка Тернопільського району Тернопільської области.
Оголошена пам'яткою архітектури місцевого значення.

## Історія церкви
Перша письмова згадка про село датується 1421 роком. У той час у селі вже існувала церква і парафія, підпорядковані Київській митрополії Константинопольського патріархату.
Село Новосілка утворилося в результаті злиття сіл Кут, Ленчівка і Тесарівка, що відображено в назвах вулиць. На них розташовані три храми:
- церква Різдва Пресвятої Богородиці (1709) на вул. Ленчівка.
- церква Введення в храм Пресвятої Богородиці (1903) на вул. Тесарівка.
- Церква Святого Миколая (1935) на вул. Кут.

Церкви Різдва Пресвятої Богородиці та Введення в храм є дочірніми, а церква Святого Миколая — материнською. Архітектором церкви Святого Миколая був парох о. Аполінарій Осадца, а будували її майстри зі Садової Вишні. У 1938 році там були встановлені цінні вікна-вітражі.
Парафія була греко-католицькою до 1946 року, а вдруге повернулася до УГКЦ у 1990 році. У 1998 році єпископську візитацію всіх трьох парафій здійснив владика Зборівської єпархії Михаїл Колтун. При парафії діють братства Матері Божої Неустанної Помочі, «Святого Престолу» та спільнота «Матері в молитві».
На всіх трьох парафіях є Люрдська каплиця з фігурою Матері Божої (1924), хрест Тверезості (1774), хрест на честь скасування панщини (1895), хрести на честь 900-річчя і 1000-ліття хрещення Руси-України, хрест оберегу, а також збудований комплекс «Винниця» для освячення води на Йордан. Відправи у церквах проводяться почергово, а у великі свята для кожної церкви визначено свій час.

## Парохи
- о. Аполінарій Осадца,
- о. Теодор Харунякевич,
- о. Григорій Чировський (1827—1850),
- о. Іполіт Якович,
- о. доктор Олександр Лешкович-Бачинський (1868—1871),
- о. Микола Маринович (1871—1879),
- о. Павло Дурбак, (1879—1880),
- о. Лука Ярижлич (1880—1896),
- о. Теодозій Кінасевич,
- о. Григорій Судомора,
- о. Василь Томович,
- о. Євген Венгринович,
- о. Аполінарій Осадца,
- о. Василь Джиджора,
- о. Микола Чубатий,
- о. Юрчик Басок,
- о. Миколаїв,
- о. Іван Яворський,
- о. Василь Ганішевський,
- о. Василь Мерешак,
- о. Богдан Карпіч (до 1987),
- о. митрат Микола Сухарський (з 1987).